# Байдаров, Еркин Уланович
Еркин Уланович Байдаров  (1 августа 1968) — казахский ученый-востоковед, философ, специалист в области  международных отношений и межкультурного/межцивилизационного взаимодействия. Доктор философских наук (Doctor of Philosophy / Ph.D in Philosophy), профессор. Происходит из рода шымыр племени дулат.

## Родители
Отец — Байдаров Улан Рахимович (1940-1994) — выпускник Ташкентского индустриального техникума профессионально-технического образования. В 1960-1980 гг. работал инженером-инструментальщиком на заводе "Узбексельмаш" и мебельной фабрике "Ташкент".
Мать — Усманова Керимгуль Сулеевна (1947-2022) после окончания медицинского училища им. Ахунбабаева в 1970-1990 гг. работала медицинской сестрой, старшей медицинской сестрой в родильном доме №5 Кировского (ныне Юнусабадского) района г. Ташкента.
Дед по отцу — Байдаров Рахим (1940-1969), и.о. 1-го секретаря Чаяновского райкома КПК Южно-Казахстанской области                   /утвержден бюро ЦК КПК 20.02.38/ , решением бюро обкома 12.05.1938 освобожден от должности 1-го секретаря и отозван в распоряжение Южно-Каз. обкома КПК / https://centrasia.org/person.php?st=1578232119. Умер в Ташкенте.

## Биография
Родился 1 августа 1968 года в г. Ташкенте (Республика Узбекистан). 
В 1995 году окончил вечернее отделение исторического факультета Ташкентского Государственного Университета.
Научно-педагогическую деятельность начал в 1996 году с должности преподавателя истории и географии в одной из вечерних школ города Ташкента.
В 1999 по 2005 гг. работал преподавателем, старшим преподавателем в Ташкентском государственном авиационном институте.
В 2004—2005 гг. — старший преподаватель кафедры философии (межфакультетская) Национального университета Узбекистана им. Мирзо Улугбека.
В 2003 по 2005 гг. обучался в аспирантуре Института философии и права им И. Муминова Академии наук Республики Узбекистан.
В 2005—2007 гг. работал старшим преподавателем в Алматинском технологическом университете.
В 2007—2014 гг. — старший преподаватель, доцент, заведующий кафедрой социально-гуманитарных дисциплин Евразийской Инновационной Академии экономики и управления (ЕИнАЭУ).
В 2014—2016 гг. — старший преподаватель Университета им. Сулеймана Демиреля (г. Каскелен, Алматинская область).
В 2014 — 2022 гг. (с перерывами) — и. о. доцента факультета востоковедения Казахского национального университета им. Аль-Фараби.
В 2019 — 2023 гг.  (с перерывами) — доцент факультета востоковедения и факультета международных отношений Казахского университета мировых отношений и мировых языков им. Абылай хана.
Педагогическую деятельность совмещает с активной научной работой:
В 2008—2013 гг. — научный, старший научный, ведущий научный сотрудник, ученый секретарь по маркетингу и международным связям, ученый секретарь по науке, и. о. Директора (с июля по сентябрь 2011 г.) Института философии, политологии и религиоведения Комитета науки МОН РК.
В 2015—2017 гг. — старший научный сотрудник Eurasian Research Institute при Международном Казахско-Турецком университете им. А. Ясави (г. Туркестан).
С 2013 года по настоящее время — ведущий научный сотрудник Института востоковедения им. Р. Б. Сулейменова Комитета науки МНВО РК.

## Научно-педагогическая деятельность
Сотрудничество с известными казахстанскими и зарубежными учеными, а также высокий теоретический и научный уровень, позволили Байдарову Е. У. подключиться к исследованию широкого спектра проблем казахстанского общества и внести существенный вклад в отечественную гуманитаристику, социально-экономическую трансформацию и духовное обновление независимого Казахстана, что нашло отражение в выполнении им ряда научных прикладных и фундаментальных проектов по линии Администрации Президента РК и Комитета науки МОН (МНВО) РК, а также других научно-исследовательских центров. Полученные результаты активно применяются в ходе преподавания теоретических дисциплин востоковедного характера в вузах РК.
Спектр научных интересов Байдарова Е. У. включает в себя историю исламской и казахской философии; социальную философию и философские проблемы глобализации (культурно-цивилизационный аспект); культурную антропологию (культурология) и религию; историю и культуру народов Центральной Азии; социологию этнополитики и политических процессов в Республике Казахстан и странах Центральной Азии; политические, социально-экономические и социокультурные процессы в странах Центральной Азии, процессы трансформации и модернизации в странах Востока (Китай) и др.
В 2010 году в Институте философии и политологии Комитета науки МОН РК защитил докторскую диссертацию на тему «Культурно-цивилизационные проблемы глобализации» по специальности 09.00.11 — социальная философия.
Научно-организационная деятельность:
- Член Российской Академии Естествознания (2014);
- Член научного сообщества «Orientalia Rossica – Российское востоковедение XXI века» / https://orientaliarossica.com/orientalist/97695;
- Член Ученого совета Института востоковедения им. Р. Б. Сулейменова Комитета науки МНВО РК;
- Член редакционного совета «International journal of Consensus» (Ташкент / Член совета) / https://tadqiqot.uz/index.php/consensus/article/view/8036/7634 ;
- Член редакционного совета журнала «Международная аналитика» / «Journal of International Analytics» (Москва, МГИМО / Член редколлегии) /https://www.interanalytics.org/jour/pages/view/EditorialC ;
- Член редакционного совета философского и общественно-гуманитарного журнала «Адам  әлемі» (Алматы, Институт философии, политологии и религиоведения КН МНВО РК / Член редколлегии) / https://adamalemijournal.com/index.php/aa/redactions ;
- Член редакционного совета журнала «Қазақстан шығыстануы» («Казахстанское востоковедение» / «Kazakhstan Oriental Studies» (Алматы, Институт востоковедения им. Р.Б. Сулейменова КН МНВО РК / Член редколлегии) / https://journal.shygystanu.kz/index.php/main/about/editorialTeam ;
- Член Экспертного клуба "Один пояс и один путь"  (Алматы).

В 2014 году за активную научно-педагогическую деятельность решением Российской Академии Естествознания присвоено ученое звание профессора РАЕ / https://www.rae.ru/ru/member/4.
В 2017 году за вклад в образовательную сферу Республики Казахстан отмечен «Благодарностью» Министерства образования и науки РК.
В 2020 году за активную научную деятельность удостоен нагрудного знака «За заслуги в развитии науки Республики Казахстан» Министерства образования и науки РК.
Автор более 300 научных и научно-публицистических работ на русском, казахском, узбекском, туркменском, турецком, украинском, английском, китайском, немецком языках, опубликованных в странах ближнего (Азербайджан, Армения, Белорусь, Кыргызстан, Россия, Таджикистан, Туркменистан, Украина, Узбекистан) и дальнего зарубежья (Германия, Индия, Китай, Нидерланды, Турция, Франция, Швеция).

## Основные публикации

### Монографии
- Диалектика глобализации: культурно-цивилизационный аспект. Saarbrucken, 2012 / https://my.lap-publishing.com/catalog/details/store/gb/book/978-3-8484-3821-1//диалектика-глобализации ;
- Религия и ислам в Казахстане: социокультурный аспект. Saarbrucken, 2014;
- Знание и вера в культурно-исторических концептах Востока и Запада. Алматы, 2014 (в соавт.);
- Коммуникативная политика Республики Казахстан: современное состояние и перспективы развития. Астана, 2017 (в соавт.) / https://www.academia.edu/42630057/ Коммуникативная_политика_Республики_Казахстан_Современное_Состояние_и_перспективы_развития;
- Hoca Ahmet Yesevi’nin manevi mirasi. Almalı: Hoca Ahmet Yesevi Uluslararası Türk-Kazak Üniversitesi Avrasya Araştırma Enstitüsü (ERI), 2017 (в соавт.);
- Индия, Китай, Центральная Азия: глобальные, региональные, страновые аспекты. Алматы, 2017 (в соавт.);
- 中国—哈萨克斯坦友好关系发展史 [История развития дружеских отношений между Китаем и Казахстаном]. 北京, 2019 [Пекин, 2019] (на кит. яз. / в соавт.);
- Central Asia and India: Emerging Extended Neighbourhood [Центральная Азия и Индия: Новые возможности расширенного соседства]. New Delhi: New Century Publications, 2020 (на англ. яз. / в соавт.) / https://www.academia.edu/103176482/Central_Asia_and_India_Emerging_Extended_Neighbourhood?uc-sb-sw=98890298;
- Контуры внешней политики Республики Казахстан и стран Центральной Азии: многовекторность и безопасность. Алматы, 2020 (в соавт.) / https://shygystanu.kz/rus/archives/2275;
- Новый Казахстан и страны Востока в меняющемся глобальном контексте. Алматы, 2022 (в соавт.) / https://shygystanu.kz/rus/archives/3245.
- Синьцзян в потоке истории: между прошлым и будущим. Астана - Алматы, 2023 / https://chinastudies.kz/wp-content/uploads/2024/02/CYAP_175x245mm-12-12-2023.pdf.
- «Справедливый Казахстан и Китайская мечта»: анализ возможностей и перспективы стратегии современного развития. Алматы, 2024 (в соавт.) / https://iph.kz/upload/iblock/202/jkkk9npl6b13xxz9hckmxut49swpza54.pdf;
- 公正的哈萨克斯坦和中国梦： 现代发展战略的可能性与前景分析 [Справедливый Казахстан и Китайская мечта: анализ возможностей и перспективы стратегии современного развития]. 阿拉木图 [Алматы, 2024] (на кит. яз. / в соавт.).

### Статьи и интервью
- Проблемы дихотомии «Запад-Восток», «Восток-Запад» в глобалистике // CREDO NEW. 2007. № 4 / http://www.intelros.ru/readroom/credo_new/4_2007/1510-problemy_dikhotomii_zapadvostok_vostokzapad_v_globalistike.html Архивная копия от 21 сентября 2019 на Wayback Machine;
- Экологический аспект культуры номадов Евразии // Новые исследования Тувы. 2011. № 4;
- Религиозно-философский контекст традиционного мировоззрения казахов // Новые исследования Тувы. 2012. № 2;
- Основные проблемы толерантности этнически неоднородного казахстанского общества // Мониторинг общественного мнения: экономические и социальные перемены. 2013. № 2 // Архивная копия от 16 августа 2017 на Wayback Machine;
- Исламизация государств Центральной Азии: философско-политологический анализ // 21 ВЕК. 2013. № 4 //http://www.intelros.ru/pdf/21_vek/2013_4/6.yerkin_baydarov_21vek_04_2013.pdf Архивная копия от 17 апреля 2018 на Wayback Machine ;
- Transformation of cultural policy in context the dichotomy «East — West» // Procedia — Social and Behavioral Sciences. 2014. Vol. 140 // https://www.sciencedirect.com/science/article/pii/S1877042814034247 Архивная копия от 17 декабря 2021 на Wayback Machine;
- Реформы эпохи Мэйдзи и казахское просвещение // Мысль. 2017. № 1 / http://mysl.kazgazeta.kz/news/8454 Архивная копия от 11 января 2021 на Wayback Machine;
- Kazakhstan in the Arab Spring context // Central Asia and the Caucasus. Journal of Social and Political Studies (Lulea, Sweden). 2019. Vol. 20, Issue 1. – PP. 76–87.
- Religious aspects of the Syrian crisis on Social Media // Central Asia and the Caucasus. Journal of Social and Political Studies (Lulea, Sweden). 2020. Vol. 21, Issue 1. – PP. 102–111
- Kazakhstan in the System of Geopolitical and Regional Relations of the EU and the PRC // Central Asia and the Caucasus. Journal of Social and Political Studies (Lulea, Sweden). 2020. Vol. 21, Issue 3. – PP. 15–31.
- Культурно-цивилизационные основания для региональной интеграции в Центральной Азии // http://caa-network.org/archives/9492 Архивная копия от 14 апреля 2018 на Wayback Machine;
- Индия и Китай подбирают ключ к Центральной Азии, но разными способами // http://eurasia.expert/indiya-i-kitay-podbirayut-klyuch-k-tsentralnoy-azii-no-raznymi-sposobami-kazakhstanskiy-ekspert/ Архивная копия от 14 апреля 2018 на Wayback Machine, 21 марта 2018 г.;
- Конкуренция между китайским и индийским проектом в Центральной Азии уже идет // http://eurasia.expert/konkurentsiya-mezhdu-kitayskim-i-indiyskim-proektom-v-tsentralnoy-azii/ Архивная копия от 14 апреля 2018 на Wayback Machine, 11 апреля 2018 г.;
- Recent Changes in the Kazakh-Uzbek Relations // https://www.cife.eu/Ressources/FCK/EUCACIS%20in%20Brief%206_Muratbekova.pdf Архивная копия от 13 августа 2020 на Wayback Machine;
- «Мягкая сила по-китайски». Часть 1. Южный Кавказ // https://cacds.org.ua/?p=6958, 29 мая 2019 г.; «Мягкая сила по-китайски». Часть 2. Центральная Азия // https://cacds.org.ua/?p=6997, 30 мая 2019 г.
- Барьеры и мосты формирования региональной идентичности Центральной Азии // https://cabar.asia/ru/barery-i-mosty-formirovaniya-regionalnoj-identichnosti-tsentralnoj-azii, 16 января 2022 г.